# Płaskogłowowate
Płaskogłowowate (Platycephalidae) – rodzina morskich ryb skorpenokształtnych.

## Występowanie
Ocean Spokojny i Ocean Indyjski, na głębokościach od 10 do 300 m, niektóre gatunki spotykane w wodach słonawych.

## Cechy charakterystyczne
- ciało wydłużone i silnie spłaszczone grzbietobrzusznie, zwłaszcza głowa (stąd nazwa rodziny), wyglądem przypominają krokodyle (ang. crocodile-fish – ryba krokodyl)
- dwie płetwy grzbietowe
- płetwy piersiowe położone przed brzusznymi
- ubarwienie zmienne, podobnie jak wiele innych skorpenokształtnych posiadają duże zdolności kamuflażu (mimetyzm)
- prowadzą przydenny tryb życia
- żywią się mięczakami i małymi rybami
- osiągają długość od 6 cm (Onigocia grandisquamis(inne języki)) do 120 cm (Platycephalus fuscus(inne języki))

## Klasyfikacja
Rodzaje zaliczane do tej rodziny:
Ambiserrula — Cociella — Cymbacephalus — Elates — Grammoplites — Inegocia — Kumococius — Leviprora — Onigocia — Papilloculiceps — Platycephalus — Ratabulus — Rogadius — Solitas — Sorsogona — Suggrundus — Sunagocia — Thysanophrys